# Induktion (filosofi)
Induktion är ett vetenskapsteoretiskt begrepp som betecknar den slutledningsmetod som används då generella slutsatser härleds från upprepade empiriska observationer. Begreppet induktion används också för att beteckna forskningsmetoder som syftar till att formulera teoretiska slutsatser utifrån empiriska observationer utan hänsyn till förutbestämda teoretiska ramverk.
Inom naturvetenskap används induktion i kombination med deduktion och falsifikation för att härleda och pröva teoretiska förklaringar.[källa behövs]
En samhällsvetenskaplig metod som utmärks av sin induktiva ansats är grundad teori.

## Exempel på induktiva resonemang
- "Solen har gått upp varje morgon hittills, alltså kommer den att gå upp nästa morgon också."
- "Den här tärningen har hittills endast visat sexor, alltså kommer nästa kast att resultera i en sexa."

## Historik
Den skotske filosofen David Hume kritiserade och förkastade induktionen som en pålitlig kunskapskälla, trots att han medgav nödvändigheten av att använda oss av den i vardagslivet. Han visade bland annat att de argument som kunde presenteras för den induktiva logikens giltighet tycktes förutsätta den, och att de därför var cirkulära. Projektet övergavs således fram till 1900-talets början då de logiska positivisterna genom sannolikhetslära försökte rättfärdiga den. Detta synsätt kritiserade sedan vetenskapsfilosofen Karl Popper i sin bok Logik der Forschung från 1934.